# Imaad Hallay
Imaad Hallay (né le 15 avril 1984 à Thionville) est un athlète français, spécialiste du sprint et du relais.
Il appartient au club Athlétisme Metz Métropole et a réalisé 10 s 39 (4e) aux championnats de France à Valence. Il est le premier relayeur qui qualifie l'équipe française en finale du relais 4 × 100 m lors des Championnats d'Europe d'athlétisme 2010 où il remplace Christophe Lemaitre. Il devient ce faisant médaillé d'or avec les quatre relayeurs qui participent à la finale le lendemain.